# Tourisme dans la Haute-Loire
 (juin 2018).
 (février 2024).
Le tourisme dans la Haute-Loire représente un secteur économique important pour le département. Ce secteur est géré par la Maison de Tourisme de la Haute-Loire, association loi de 1901 émanant du conseil départemental de la Haute-Loire. Le département se tourne beaucoup vers une clientèle du Rhône et de la Loire, très proche. La clientèle française est essentiellement originaire de la région Rhône-Alpes et d’Île-de-France, clientèle à dominante familiale. Les clientèles étrangères résidant pour les vacances en Haute Loire représentent environ 12 % de la clientèle totale. Elles proviennent essentiellement d’Allemagne, des Pays-Bas et de Belgique. Une clientèle provenant de pays plus lointains apparaît depuis peu (pays de l’Est, Chine, Australie…). Les retombées économiques directes sont estimées à 182 millions d’euros en 2011.  Les investissements touristiques ont augmenté  de 23 % en quatre ans (2006-2010) pour améliorer l’offre touristique de la Haute-Loire.

## Hébergements
Les locations de vacances dans la Haute-Loire sont nombreuses et variées : 
- Hôtels
- Auberges
- Campings (à la ferme, aire naturelle, points accueil jeunes) et aires de service de camping car
- Chambres d’hôtes
- Gîtes d’étape, gîtes de groupes et gîtes d’enfants
- Résidences de tourisme et villages de vacances
- Centres d’accueil collectif

Toutes les formes de séjours peuvent être envisagées : séjours familiaux, séjours adaptés aux personnes âgées, séjours de groupes, séjours sportifs, etc.

## Activités de pleine nature

### Label «Respirando»
La marque départementale « Respirando », créée en 2008, a pour objectif de fédérer les acteurs de pleine nature, de clarifier et de valoriser l’offre touristique de la Haute-Loire en matière d’activités de pleine nature. Une riche offre de loisirs et d’activités de pleine nature est disponible en Haute-Loire :
- Parapente
- Char à voile, voile, planche à voile, paddle aviron, embarcations à pédales
- Vélo Rail/ VTT
- Cyclisme et cyclotourisme
- Golf et putting golf
- Cani activités
- Parcours acrobatique en forêt
- Parcours d'orientation
- Sport-loisir dans la neige (ski, raquettes, luge, traineau à chiens)
- Sport-loisir dans les eaux vives (canoë, kayak, hot-dog, rafting, canyoning), notamment dans les gorges du Lignon
- Pêche
- Randonnées pédestres et avec un âne de bat
- Équitation
- Escalade, via ferrata
- Ponting
- Tir à l'arc

Ces activités sont notamment accessibles à partir des aires et stations « Respirando » qui proposent des services diversifiés. Une Tribu Respirando a également été créée afin de regrouper tous les passionnés des activités en pleine nature en Haute-Loire.

## Patrimoine culturel et architectural
La Haute-Loire bénéficie d’une grande richesse culturelle et architecturale. Elle héberge les 1ers châteaux de la Loire (Arlempdes, Goudet, Lavoûte-sur-Loire), des villages et des villes de caractère le long de la rivière Allier: (Chanteuges, Lavoûte-Chilhac, Langeac, Saint-Arcons-d'Allier, Prades, Monistrol-d'Allier et Brioude). D'autres monuments connus, comme l'abbaye Saint-Robert, le cloître et la salle de l'Echo de La Chaise-Dieu, l'abbatiale Saint-André et le cloître roman de Lavaudieu, la basilique Saint-Julien de Brioude et la chapelle Notre-Dame de Montfaucon-en-Velay, l'église Saint-Pierre de Blesle entre autres. De nombreux châteaux et forteresses rappellent l’héritage médiéval de la Haute-Loire (forteresse de Polignac, château-musée de Chavaniac-Lafayette). Et puis les châteaux de la Rochelambert près de Saint-Paulien, de Lespinasse à Saint-Beauzire, d'Esplantas près de Saugues, de Valprivas près de Beauzac. Il est à mentionner également des musées, comme le musée Crozatier du Puy, le musée de la Résistance de Frugières-le-Pin, l'atelier-musée Hôtel de la Dentelle et l'aquarium-Maison du saumon et de la rivière de Brioude, la maison des Oiseaux du Haut-Allier de Lavôute-Chilhac, Cheval-Land, musée vivant du Cheval de trait de Pradelles, le musée fantastique de la Bête du Gévaudan de Saugues, le musée national de la Résistance du mont Mouchet, le musée de l'école du Monastier-sur-Gazeille, la maison de la Béate à La Vacheresse des Estables, les chaumières de Bigorre près de Saint-Front, Mézenc-Meygal Miniature, le parc de découverte "La Lauzière du lac Bleu" à Champclause, le musée des Manufactures de dentelles à Retournac, le musée du Vin et de la Vigne dans le château du Moine-Sacristain à Aurec-sur-Loire et le plateau d'Ally, le musée de l'école du Monastier. Sans oublier le train touristique des gorges de l'Allier. Six bourgs et villages sont classés par une association nommée Les Plus Beaux Villages de France : Arlempdes, Blesle, Polignac, Pradelles, Lavaudieu et Lavoûte-Chilhac. 
La ville du Puy-en-Velay, préfecture de la Haute-Loire, ville d'Art et d'Histoire, abrite des monuments tels que la cathédrale et son cloître du XIIe siècle (classé au Patrimoine mondial de l’Unesco), l'hôtel-Dieu, la chapelle Saint-Michel d'Aiguilhe et la statue Notre-Dame-de-France. Elle est le point de départ de la « Via Podiensis », le chemin de Saint-Jacques-de-Compostelle.

## Patrimoine volcanique
Le territoire de la Haute-Loire est façonné par les volcans. Depuis des millions d’années, dykes, maars et autres sucs se sont formés et chaque pays de Haute-Loire possède ses spécificités volcaniques. 36 lieux aménagés proposent une découverte de ce patrimoine volcanique.

## Patrimoine naturel
La Haute-Loire est traversée par de nombreuses rivières et cours d’eau. Parmi les plus importantes, l’Allier, l’une des dernières rivières sauvages d’Europe, et la Loire qui prend sa source dans le massif du Mézenc-Gerbier. Ce sont des lieux privilégiés pour la pratiques des sports-loisirs d’eaux vives. De vastes plateaux façonnent le paysage tels que la Limagne, le plateau de la Chaise-Dieu, le plateau du Haut-Lignon et du Devès, etc. Le lac du Bouchet, le lac de Saint-Front, le lac de Malaguet ou encore le lac Bleu témoignent de la richesse en eau du département. À Solignac-sur-Loire on peut admirer la cascade de la Beaume. Sur la commune de Siaugues-Sainte-Marie on découvre une étrange et vaste zone de tourbière, dans un cadre sauvage. Au Mazet-Saint-Voy, le jardin botanique Montagnard, au Chambon-sur-Lignon, le parc forestier. Aussi les gorges de l'Alagnon, de l'Allier.

## Patrimoine gastronomique

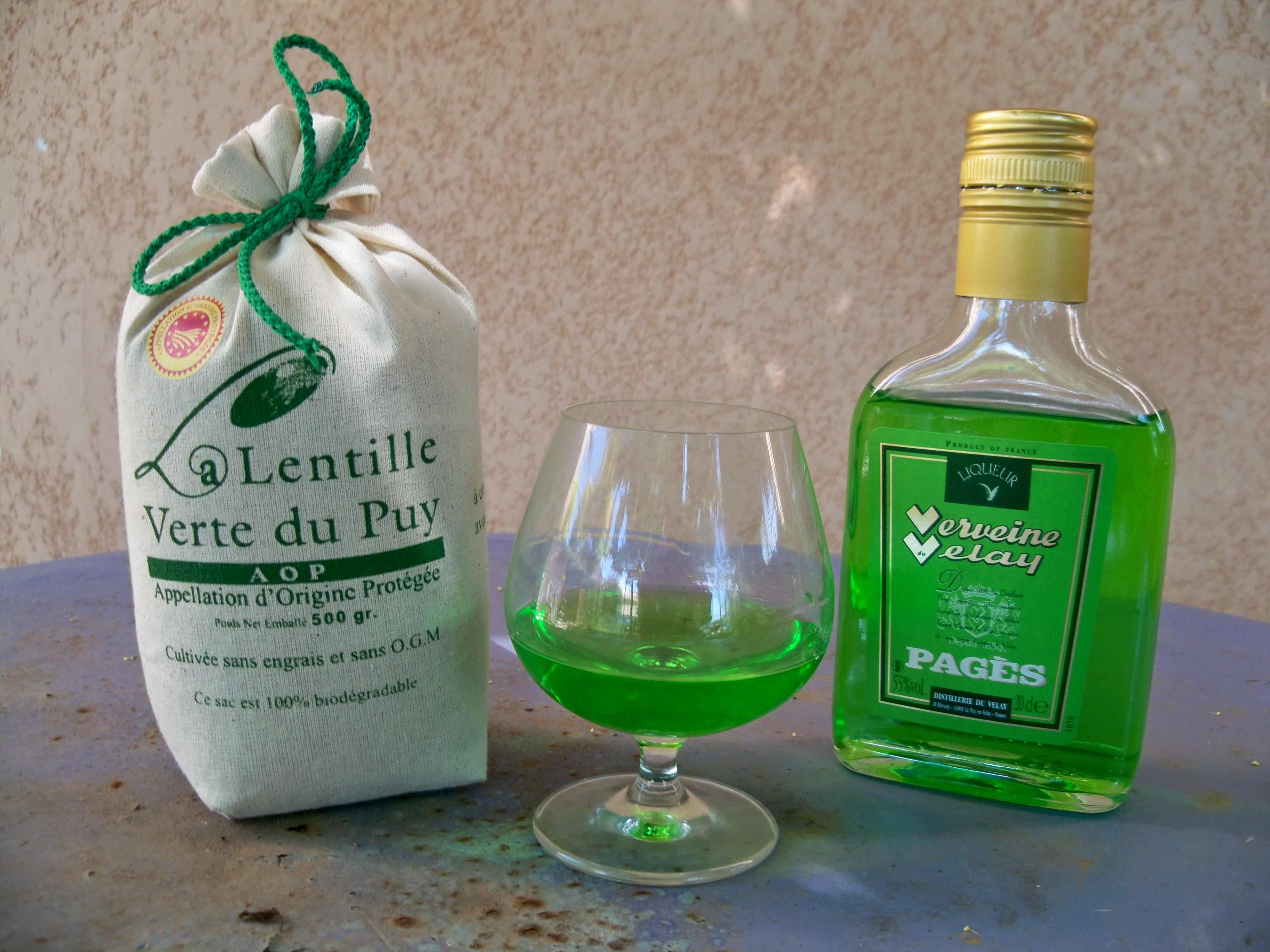
Produits du Velay: sachet de lentilles verte du Puy (AOP) et Verveine du Velay.

De l’auberge de pays au restaurant triplement étoilé, les cuisiniers du département savent mettre en avant les produits du terroir. Lentilles vertes du Puy, bœuf fin gras du Mézenc, de nombreux fromages de chèvre, de brebis et de vache aux artisous, pain de seigle à l'ancienne "Lou Seiglou", miels, croquants à la noisette sauvage, tarte briochée à la myrtille, carrés aux noix, caprice de Blesle, délice de l'écureuil, pavé de Pannessac, bière blonde du Velay Vellavia, verveine du Velay ou encore perles rouges des monts du Velay sont quelques-uns des nombreux produits agricoles et artisanaux de la Haute-Loire.

## Terre de festivals
La Haute-Loire se découvre également avec ses festivals qui sont intimement liés à l'histoire de chaque territoire. Une programmation riche et variée se découvre durant la période printanière et estivale :
- Festival international Interfolk du Puy-en-Velay, troisième semaine de juillet, (musiques folkloriques venues du monde entier)
- Festival Les Musicales du Puy, festival de musique latine, 2e semaine de juillet
- Festival de Musique country de Craponne-sur-Arzon, le dernier week-end de juillet
- Festival La Musique des cuivres du Monastier sur Gazeille, 2e semaine d'août
- Festival de musique sacrée de la Chaise Dieu, pendant la deuxième quinzaine d'août
- Festival du Rire de l'Yssingelais, dernière semaine d'août
- Festival Si Scène vous chante, festival de chanson d'expression française à Vorey-sur-Arzon, autour du 1er mai
- Festival du dessin animé de Tence, dernière semaine de juillet et 1er week-end d'août
- Festival du Théâtre conté, en août, à Brioude
- Festival Musique sur un plateau, festival de musique de chambre dans les églises romanes de Brioude et environs, les 10 derniers jours de juillet
- Festival de Langeac, 1er week-end de juillet
- Festival des 7 Lunes au pays des Sucs Lapte, 1re semaine d'août
- Festival des champs de Lavaudieu, rock et blues sur les bords de la Senouire, 2e week-end de septembre
- Festival Celte en Gévaudan de Saugues, 4 jours début août
- Festival Les Arts Forestiers à Chavaniac-Lafayette, dernier week-end d'août
- Festival Les Théâtrales du Velay, les 10 derniers jours de juillet, dans l'enceinte du château d'Arlempdes
- Festival Musiques en Vivarais-Lignon, la deuxième quinzaine d'août, dans les temples et les églises du plateau du Lignon
- Fêtes Renaissance du Roi de l'Oiseau, mi-septembre, au Puy-en-Velay
- Festival de théâtre Nuits de rêve, aux alentours du 14 juillet